# Gissarus relictus
Gissarus relictus är en fjärilsart som beskrevs av Igor Kozhanchikov 1950. Gissarus relictus ingår i släktet Gissarus och familjen tofsspinnare. Inga underarter finns listade i Catalogue of Life.